# Magellandrossel
Die Magellandrossel (Turdus falcklandii) ist ein Singvogel aus der Familie der Drosseln (Turdidae) und der Gattung der Echten Drosseln. Sie gehört nicht zu den gefährdeten Arten.

## Beschreibung
Der grau-braune Vogel hat einen gelben Schnabel und graue Irisringe.
Er erreicht eine Körperlänge von 24 bis zu 26 Zentimetern, eine Flügellänge von ca. 14 Zentimetern und ein Gewicht von 75 bis 85 Gramm.

## Lebensraum
Neben den Falklandinseln zählen Chile und Patagonien zum Verbreitungsgebiet.

## Unterarten
Es sind zwei Unterarten bekannt:
- Turdus falcklandii magellanicus King, PP, 1831[3] ist im südlichen Chile und südlichen Argentinien verbreitet.
- Turdus falcklandii falcklandii Quoy & Gaimard, 1824[4] kommt auf den Falklandinseln vor.

Turdus falcklandii pembertoni Wetmore, 1923 und Turdus falcklandii mochae Chapman, 1934 werden heute als Synonyme von T. f. magellanicus betrachtet.

## Ernährung
Die Magellandrossel ernährt sich hauptsächlich von Früchten und Beeren, aber auch zu einem geringeren Teil von Würmern und Insekten.

## Fortpflanzung
Das Weibchen legt zwei bis drei Eier, welche etwa zwei Wochen bebrütet werden, bevor die Jungvögel schlüpfen.

## Etymologie und Forschungsgeschichte
Die Erstbeschreibung der Magellandrossel erfolgte 1824 durch Jean René Constant Quoy und Joseph Paul Gaimard unter dem wissenschaftlichen Namen Turdus falcklandii. Als Heimat gaben sie die Falklandinseln an. 1758 führte Carl von Linné die neue Gattung Turdus ein. »Turdus« ist das lateinische Wort für Drosseln. Der Artname »falcklandii« bezieht sich auf den Sammelort des Holotypus. »Magellanicus« bezieht sich auf den Sammelort die Magellanstraße, »mochae« auf die Insel Mocha. »Pembertoni« ist John Roy Pemberton (1884–1968) gewidmet.

## Galerie

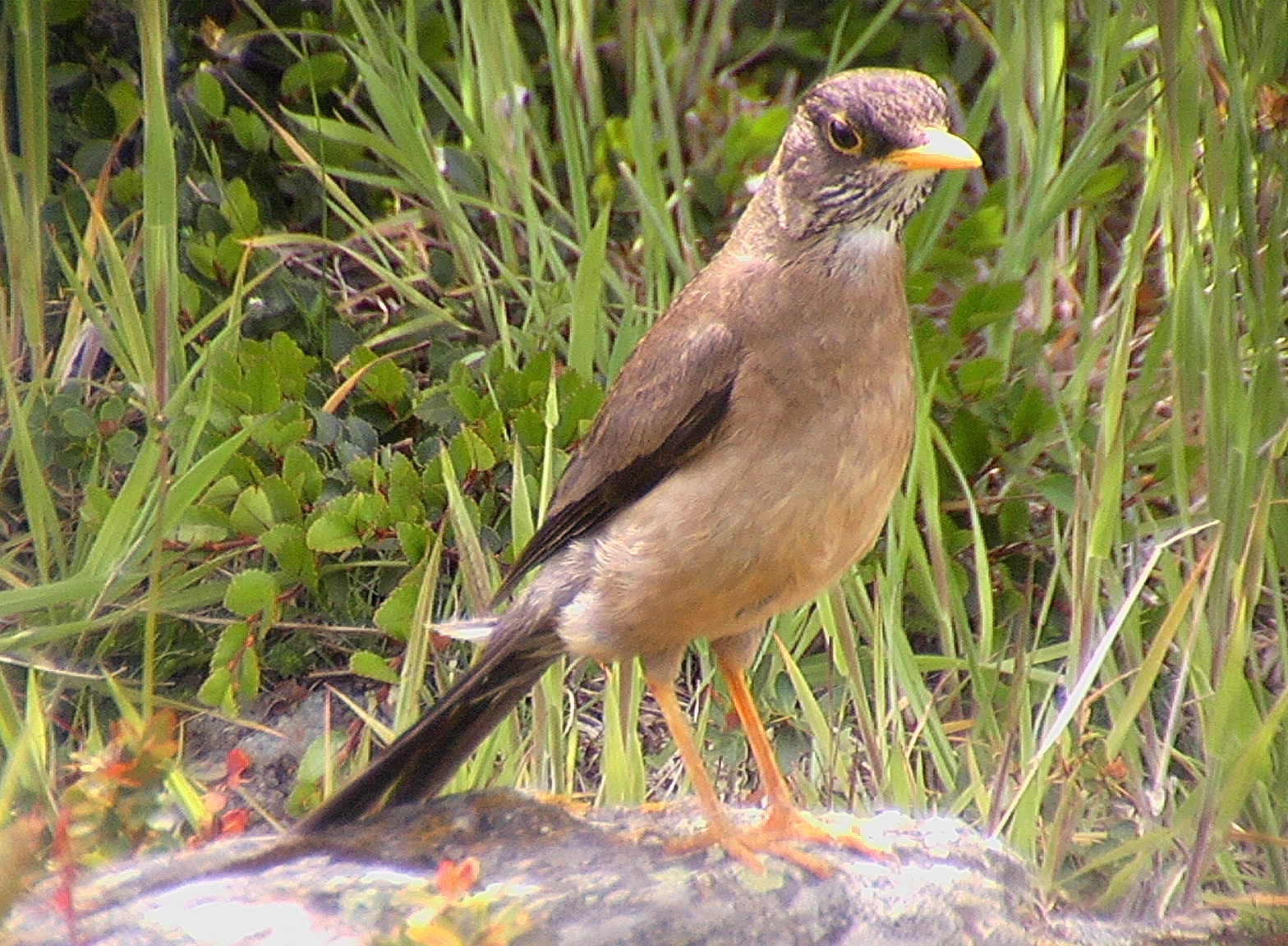
Adultes Tier
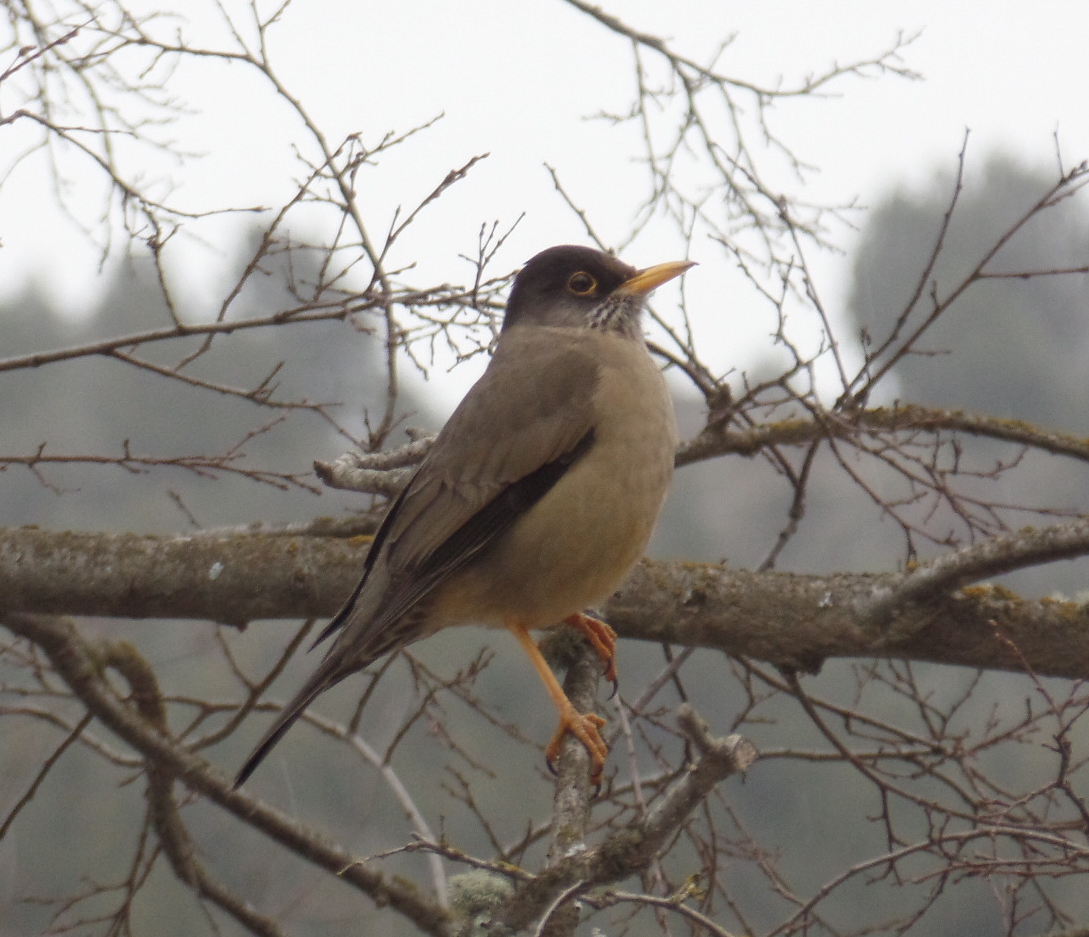
Adultes Tier
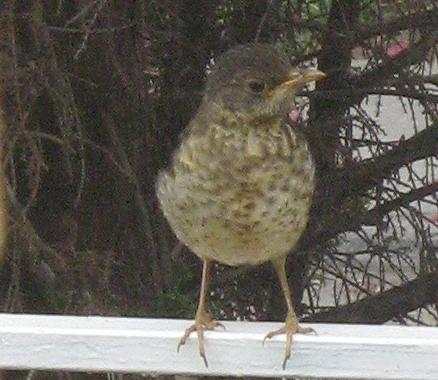
Jungvogel